# Tricypha furcata
Tricypha furcata är en fjärilsart som beskrevs av Heinrich Benno Möschler 1878. Tricypha furcata ingår i släktet Tricypha och familjen björnspinnare. Inga underarter finns listade i Catalogue of Life.